# Плек, Джули
Джули Плек (англ. Julie Plec, род. 26 мая 1972 года) — американский телевизионный продюсер, сценарист и режиссёр. Наиболее известна своими работами для телеканала The CW — сериалe «Дневники вампира» (2009—2017), его спин-оффу «Древние» (2013—2018) и «Наследие» (2018—2022).

## Биография
Джули Плек родилась в Чикаго. Окончила Северо-западный университет.

## Личная жизнь
Плек проживает в Лос-Анджелесе, Калифорния.

## Фильмография

### Продюсер
| Год         |   | Русское название                            | Оригинальное название                     | Примечания                                                      |
| ----------- | - | ------------------------------------------- | ----------------------------------------- | --------------------------------------------------------------- |
| 1997        | ф | Крик 2                                      | Scream 2                                  | ассоциированный продюсер                                        |
| 1999        | ф | Убить миссис Тингл                          | Teaching Mrs. Tingle                      |                                                                 |
| 1999        | с | Пустошь                                     | Wasteland                                 |                                                                 |
| 2000        | ф | Крик 3                                      | Scream 3                                  | сопродюсер                                                      |
| 2000        | ф | Клуб разбитых сердец: Романтическая комедия | The Broken Hearts Club: A Romantic Comedy | сопродюсер                                                      |
| 2005        | ф | Оборотни                                    | Cursed                                    | сопродюсер                                                      |
| 2006—2009   | с | Кайл XY                                     | Kyle XY                                   | продюсер-супервайзер / продюсер 42 эпизода                      |
| 2009—2017   | с | Дневники вампира                            | The Vampire Diaries                       | исполнительный продюсер / соисполнительный продюсер 66 эпизодов |
| 2013—2018   | с | Древние                                     | The Originals                             | создатель / исполнительный продюсер / 92 эпизода + пилот        |
| 2018 — 2022 | c | Наследие                                    | Legacies                                  | создатель / исполнительный продюсер / 68 эпизодов               |
| 2019 — 2022 | c | Розуэлл, Нью Мексико                        | Roswell, New Mexico                       | исполнительный продюсер / режиссёр (13 эпизод 1 сезона)         |
| 2022        | c | Академия вампиров                           | Vampire Academy                           | создатель / исполнительный продюсер                             |

### Сценарист
| Год       |   | Русское название | Оригинальное название | Примечания  |
| --------- | - | ---------------- | --------------------- | ----------- |
| 2006—2009 | с | Кайл XY          | Kyle XY               | 8 эпизодов  |
| 2009—2013 | с | Дневники вампира | The Vampire Diaries   | 66 эпизодов |
| 2013—2018 | с | Древние          | The Originals         | 93 эпизодов |
| 2018      | c | Наследие         | Legacies              | 6 эпизодов  |

## Награды и номинации
| Год  | Награда   | Категория            | Работа           | Результат |
| ---- | --------- | -------------------- | ---------------- | --------- |
| 2010 | TV Choice | «Лучшая новая драма» | Дневники вампира | Номинация |